# Vevay
Vevay [ˈviːviː] är administrativ huvudort i Switzerland County i Indiana. Orten har fått sitt namn efter staden Vevey i Schweiz. Vid 2010 års folkräkning hade Vevay 1 683 invånare.

## Kända personer
- Ebenezer Dumont, politiker